# Eleição intercalar em Machap (2007)
A Eleição Intercalar de 2007 em Machap decorreu no dia 12 de Abril de 2007. Este acto eleitoral teve como fim preencher um lugar de deputado no Parlamento daquele estado malaio, que ficou vago depois da morte em 15 de Março do seu titular eleito nas eleições de 2004, Poh Ah Tiam.
Poh Ah Tiam foi eleito pelo Associação Chinesa da Malásia (MCA), um dos três partidos que constitui a coligação Barisan Nasional. Este político pertencia à etnia chinesa, a qual representa cerca de um quarto dos 26 milhões de habitantes da Malásia, mas que neste círculo eleitoral é particularmente numerosa, com cerca de metade dos eleitores.

## Candidatos
Nesta eleição intercalar apresentaram-se ois candidatos, Lai Meng Chong do Barisan Nasional (BN), o partido do governo, e Liou Chen Kuang do Partido de Acção Democrática (DAP), ambos de etnia chinesa.
Para alguns, esta eleição serve de barómetro para as eleições gerais que se aproximam, embora este círculo eleitoral seja muito específico devido à sua constituição étnica.
Lai, 56 anos, é um secretário político do Ministério dos Recursos Humanos, enquanto Liou, 33 anos, é um homem de negócios de Malaca.

## Votação
O eleitorado de Machap para estas eleições é constituido por 9.623 eleitores distribuidos por várias etnias:
- Malaios - 3.785
- Chineses - 4.420
- Indianos - 1.349
- Outros - 69

Foram montadas oito secções de voto, em oito localidades diferentes: Hutan Perca, Tebong, Kemuning, Machap Baru, Solok Menggong, Melaka Pindah, Machap Umboo e Air Pasir.

## Resultados
O candidato do Barisan Nacional acabou por vencer a eleição com uma maioria confortável. A afluência às urnas foi de 74,40% (7.151 votos).
| Partido         | Candidato       | Votos | Percentagem |
| --------------- | --------------- | ----- | ----------- |
| BN - MCA        | Lai Meng Chong  | 5.533 | 77,40%      |
| DAP             | Liou Chen Kuang | 1.452 | 20,30%      |
| Brancos e Nulos |                 | 166   | 2,30%       |
| Total           |                 | 7.151 | 100,0%      |